# Посёлок Кирпичного Завода (Владимирская область)
Кирпичного Завода — посёлок в составе Ковровского района Владимирской области России.

## История
По некоторым сведениям исключен из учётных данных и включен в черту г. Ковров в 1986 г.

## Население
| 2002 | 2010 | 2021 |
| ---- | ---- | ---- |
| 7    | ↘0   | →0   |

## Транспорт
Железная дорога (платформа Ковров-2), автодороги местного значения.